# Rinat Akhmetov
Rinat Leonidovych Akhmetov (em ucraniano:  Рінат Леонідович Ахметов; Donets'k, 21 de setembro de 1966) é um empresário ucraniano, multibilionário, presidente da SCM Holdings, que teve lucros de mais de 6 bilhões de dólares em 2006. Presidente do clube de futebol Shakhtar.

## Biografia
Possui projetos filantrópicos, tendo criado a Fundação Rinat Akhmetov, destinadas a ajudar o país e seus cidadãos mais pobres. 
Akhmetov negou ter antecedentes criminais ou vínculos com facções criminosas. As agências de aplicação da lei não encontraram nenhumas provas que sustentem tais alegações. "...Estou fazendo um negócio absolutamente legal com uma estrutura de propriedade absolutamente transparente". Em meados de 2023, Bloomberg afirma que devido à invasão os oligarcas na Ucrânia esconderam uma parte significativa da sua influência.
Vários veículos de comunicação, incluindo o jornal suíço Neue Zürcher Zeitung, o jornal francês Le Figaro e o jornal ucraniano de língua inglesa Kyiv Post, publicaram desculpas e as negações de envolvimento do Sr. Akhmetov no crime organizado. Em 2007, um jornal diário suíço Neue Zürcher Zeitung publicou um artigo sobre o início da carreira de Rinat Akhmetov nos anos 90. Mais tarde, o jornal negou as declarações na íntegra: "não há conexão entre Akhmetov ... e o crime organizado na Ucrânia" e "o sucesso econômico de Akhmetov não se baseia de forma alguma no capital inicial adquirido criminalmente". Em 2007, o Kyiv Post, um jornal diário em inglês impresso na Ucrânia, publicou um artigo sobre os negócios de Akhmetov. Em 2008, o Kyiv Post publicou um pedido de desculpas: "tendo examinado as informações em detalhes, concluímos que as acusações contra o Sr. Akhmetov eram falsas e infundadas".
Em 18 de janeiro de 2010, Le Figaro publicou um artigo escrito por Ariel Tedrel intitulado "Donetsk, bastion russe en Ukraine". Em 28 de janeiro do mesmo ano, o jornal publicou uma refutação: "Le Figaro reconhece que não tem provas destas alegações, lamenta que tais alegações tenham sido feitas e pede desculpas ao Sr. Akhmetov por qualquer dano que lhe tenha sido feito".
Desde 1996, é também presidente do principal clube da cidade, o Shakhtar Donetsk, após o misterioso assassinato em 1995  então presidente, Akhat Bragin, no estádio do clube. Bragin era acusado de ser um dos chefes da máfia ucraniana.
Akhmetov investiou grande quantidade de dinheiro para fortalecer o clube, que no século XXI veio a conquistar seus primeiros campeonatos nacionais, tendo atraído ultimamente atletas do Brasil, país cujos jogadores o empresário é fã.
Em 2023, Akhmetov concluiu da primeira fase do parque eólico de Tiligul, o maior da Europa.
Sob sua liderança, o clube de futebol Shakhtar se tornou campeão do país quinze vezes, da Copa da Ucrânia quatorze vezes, da Supercopa da Ucrânia nove vezes e, pela primeira vez na história da Ucrânia, da Copa da UEFA e da Liga Europa da UEFA.
As suas empresas são confiáveis nos EUA, e transportará GNL para a Ucrânia em 2024.

### Reação à invasão russa da Ucrânia
“Já o disse mais do que uma vez e volto a dizer: feliz Donetsk, feliz Donbass só pode estar numa Ucrânia unida e feliz”, disse a 16 de fevereiro de 2022.
Em 22 de fevereiro de 2022, Akhmetov anunciou que seu grupo empresarial SCM pagaria antecipadamente 1 bilhão de hryvnia em impostos.
Após o início da invasão em grande escala, ele disse que a Rússia era o agressor e Putin era um criminoso de guerra, e que as siderúrgicas de Mariupol, Azovstal e a fábrica metalúrgica de Mariupol não operariam sob ocupação russa.
De 24 de fevereiro a maio de 2022, foi anunciado que as empresas de Akhmetov têm transferido 2,1 bilhões de UAH ou 72 milhões de dólares para ajudar e apoiar as Forças Armadas Ucranianas e a TRO (defesa territorial).
A Fundação Akhmetov, todas as empresas do Grupo SCM e do clube de futebol Shakhtar prestam seu apoio. Até o final de maio de 2022, Akhmetov destinou 100 milhões de euros em ajuda à Ucrânia. "Nós ajudamos os civis afetados pela guerra - trazemos alimentos e remédios. Nossos engenheiros de energia, muitas vezes correndo risco de vida, estão restaurando as redes de energia, trazendo uma vida pacífica de volta às cidades e vilarejos ucranianos. Estamos ajudando o exército ucraniano e as forças da TRO. Sempre que possível, trabalhamos para abastecer as necessidades da linha de frente. Nossas siderúrgicas produzem porcos-espinhos anti-tanque e aço para armadura corporal".
Rinat Akhmetov quer processar a Rússia por danos causados pelos ataques às usinas siderúrgicas em Mariupol. O empresário afirmou a veículos da imprensa local que deve pedir uma compensação de US$ 17 bilhões a US$ 20 bilhões ao país vizinho.
É o maior doador das Forças Armadas. A sua iniciativa "Frente de Aço" entregou também 3 navios blindados de assalto anfíbio à Direcção Principal de Informações das Forças Armadas da Ucrânia. Mais de 12 mil funcionários das suas empresas ingressaram nas Forças Armadas da Ucrânia. Morreram 846 trabalhadores (militares e civis), 97 pessoas desapareceram e 69 foram capturadas.
Akhmetov possui ascendência tártara. Casado com Liliya Smirnova, tem dois filhos, Almir e Damir.
Em 2012 a Revista Forbes classificou Rinat Akhmetov como a 39° pessoa mais rica do mundo, com 16 bilhões de dólares.
Segundo a Forbes, a fortuna de Akhmetov caiu de quase US$ 14 bilhões para menos de US$ 6 bilhões em apenas duas semanas, em 2022, devido à invasão russa da Ucrânia.
As empresas SCM, a Fundação Rinat Akhmetov e o Shakhtar Football Club alocaram conjuntamente US$ 315 milhões (UAH 11,3 bilhões) para ajudar o país, os militares e a população civil durante quase três anos de guerra.